# Канотьє

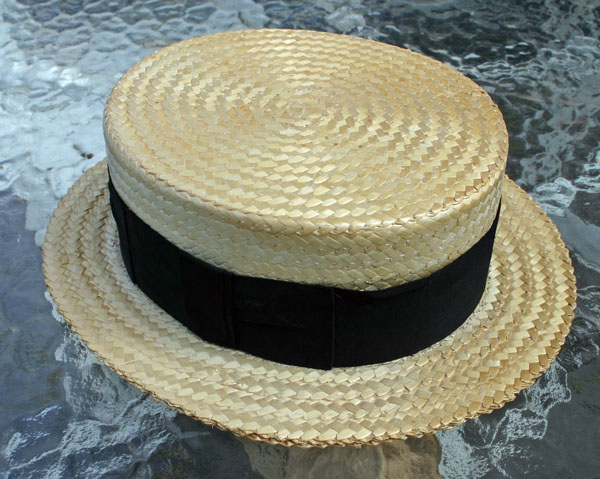
Канотьє

Канотьє́ (від фр. canotier — «весляр», «човняр») — французький солом'яний капелюх жорсткої форми з циліндричною тулією і прямими крисами. З початку XX століття протягом декількох десятиріч був популярним чоловічим головним убором і модним аксесуаром. Зараз канотьє іноді носять як капелюх від сонця.

## Канотьє в літературі
Герой роману І. Ільфа та Є. Петрова «Золоте теля» М. С. Паніковський носив канотьє, також, у цьому романі канотьє носили так звані «Пікейні жилети».
Канотьє згадується в пісні Володимира Висоцького:
 

Долой канотье, вместо тросточки — стек, —

И шепчутся дамы:

«Да это же просто другой человек!»

А я — тот же самый. 